# Saison 1935-1936 de la LIH
Saison précédente
La saison 1935-1936 est la 7e et dernière saison de la Ligue internationale de hockey.

## Saison régulière

### Classements
Les trois premières équipes de chaque division sont qualifiées pour les séries.
| Clt   | Équipe                 | PJ | V  | D  | N | BP  | BC  | Pts |
| ----- | ---------------------- | -- | -- | -- | - | --- | --- | --- |
| +001, | Stars de Syracuse      | 48 | 26 | 19 | 3 | 167 | 130 | 55  |
| +002, | Bisons de Buffalo      | 48 | 22 | 20 | 6 | 109 | 101 | 50  |
| +003, | Tecumsehs de London    | 48 | 23 | 22 | 3 | 116 | 125 | 49  |
| +004, | Cardinals de Rochester | 47 | 15 | 29 | 3 | 104 | 137 | 33  |

| Clt   | Équipe                  | PJ | V  | D  | N  | BP  | BC  | Pts |
| ----- | ----------------------- | -- | -- | -- | -- | --- | --- | --- |
| +001, | Olympics de Détroit     | 47 | 26 | 18 | 3  | 127 | 101 | 55  |
| +002, | Falcons de Cleveland    | 48 | 25 | 19 | 4  | 149 | 146 | 54  |
| +003, | Bulldogs de Windsor     | 48 | 18 | 19 | 11 | 121 | 120 | 47  |
| +004, | Shamrocks de Pittsburgh | 46 | 18 | 27 | 1  | 137 | 170 | 37  |

- En gras : qualifié pour les demi-finales des séries
- En italique : qualifié pour les quarts de finale des séries

### Meilleurs pointeurs
| Joueur       | Équipe                  | B  | A  | Pts |
| ------------ | ----------------------- | -- | -- | --- |
| Earl Roche   | Shamrocks de Pittsburgh | 33 | 30 | 63  |
| Frank Daley  | Falcons de Cleveland    | 17 | 36 | 53  |
| Ken Doraty   | Stars de Syracuse       | 29 | 22 | 51  |
| Jack Markle  | Stars de Syracuse       | 27 | 24 | 51  |
| Nick Wasnie  | Shamrocks de Pittsburgh | 20 | 29 | 49  |
| Bud Cook     | Americans de New York   | 27 | 19 | 46  |
| Vic Ripley   | Falcons de Cleveland    | 14 | 32 | 46  |
| Walt Farrant | Falcons de Cleveland    | 26 | 19 | 45  |
| Bill Hudson  | Shamrocks de Pittsburgh | 20 | 23 | 43  |
| Eddie Burke  | Stars de Syracuse       | 11 | 32 | 43  |

## Séries éliminatoires
À l'issue de la saison régulière, les équipes classées deuxième et troisième de la division Est rencontrent respectivement les équipes classées deuxième et troisième de la division Ouest en deux matchs, le vainqueur étant désigné au nombre de buts marqués. Les deux équipes qualifiées se rencontrent ensuite en demi-finale au meilleur des trois matchs. 
Les premières équipes de chaque division sont quant à elles directement qualifiées en demi-finale des séries et se rencontrent au meilleur des cinq matchs. 
La finale se joue également au meilleur des cinq matchs.

### Tableau récapitulatif
|  | Quarts de finale     | Quarts de finale     | Quarts de finale    | Quarts de finale    |                   |                   | Demi-finales      | Demi-finales      | Demi-finales      | Demi-finales      |  |  | Finale            | Finale            | Finale            | Finale            |
|  |                      |                      |                     |                     |                   |                   |                   |                   |                   |                   |  |  |                   |                   |                   |                   |
|  |                      |                      |                     |                     |                   |                   | 24, 26 et 29 mars | 24, 26 et 29 mars | 24, 26 et 29 mars | 24, 26 et 29 mars |  |  | 8, 10 et 12 avril | 8, 10 et 12 avril | 8, 10 et 12 avril | 8, 10 et 12 avril |
|  |                      |                      |                     |                     |                   |                   | 24, 26 et 29 mars | 24, 26 et 29 mars | 24, 26 et 29 mars | 24, 26 et 29 mars |  |  | 8, 10 et 12 avril | 8, 10 et 12 avril | 8, 10 et 12 avril | 8, 10 et 12 avril |
|  |                      |                      |                     |                     |                   |                   | 24, 26 et 29 mars | 24, 26 et 29 mars | 24, 26 et 29 mars | 24, 26 et 29 mars |  |  | 8, 10 et 12 avril | 8, 10 et 12 avril | 8, 10 et 12 avril | 8, 10 et 12 avril |
|  |                      |                      |                     |                     |                   |                   | 24, 26 et 29 mars | 24, 26 et 29 mars | 24, 26 et 29 mars | 24, 26 et 29 mars |  |  | 8, 10 et 12 avril | 8, 10 et 12 avril | 8, 10 et 12 avril | 8, 10 et 12 avril |
|  |                      |                      |                     |                     |                   |                   | 24, 26 et 29 mars | 24, 26 et 29 mars | 24, 26 et 29 mars | 24, 26 et 29 mars |  |  | 8, 10 et 12 avril | 8, 10 et 12 avril | 8, 10 et 12 avril | 8, 10 et 12 avril |
|  | Olympics de Détroit  | Olympics de Détroit  | 3                   | 3                   |                   |                   |                   |                   |                   |                   |  |  | 8, 10 et 12 avril | 8, 10 et 12 avril | 8, 10 et 12 avril | 8, 10 et 12 avril |
|  | Olympics de Détroit  | Olympics de Détroit  | 3                   | 3                   |                   |                   |                   |                   |                   |                   |  |  | 8, 10 et 12 avril | 8, 10 et 12 avril | 8, 10 et 12 avril | 8, 10 et 12 avril |
|  |                      |                      | Stars de Syracuse   | Stars de Syracuse   | 0                 | 0                 |                   |                   |                   |                   |  |  | 8, 10 et 12 avril | 8, 10 et 12 avril | 8, 10 et 12 avril | 8, 10 et 12 avril |
|  |                      |                      |                     |                     | 0                 | 0                 |                   |                   |                   |                   |  |  | 8, 10 et 12 avril | 8, 10 et 12 avril | 8, 10 et 12 avril | 8, 10 et 12 avril |
|  |                      | 1er, 2 et 4 avril    |                     |                     |                   |                   |                   |                   |                   |                   |  |  | 8, 10 et 12 avril | 8, 10 et 12 avril | 8, 10 et 12 avril | 8, 10 et 12 avril |
|  |                      |                      |                     |                     |                   |                   |                   |                   |                   |                   |  |  | 8, 10 et 12 avril | 8, 10 et 12 avril | 8, 10 et 12 avril | 8, 10 et 12 avril |
|  | Olympics de Détroit  | Olympics de Détroit  | 3                   | 3                   |                   |                   |                   |                   |                   |                   |  |  |                   |                   |                   |                   |
|  | Olympics de Détroit  | Olympics de Détroit  | 3                   | 3                   | 26 et 29 mars     |                   |                   |                   |                   |                   |  |  |                   |                   |                   |                   |
|  |                      |                      | Bulldogs de Windsor | Bulldogs de Windsor | 0                 | 0                 |                   |                   |                   |                   |  |  |                   |                   |                   |                   |
|  | Falcons de Cleveland | Falcons de Cleveland | Bulldogs de Windsor | Bulldogs de Windsor | 0                 | 0                 | 2                 | 2                 |                   |                   |  |  |                   |                   |                   |                   |
|  | Falcons de Cleveland | Falcons de Cleveland |                     |                     |                   |                   |                   |                   |                   |                   |  |  |                   |                   |                   |                   |
|  | Bisons de Buffalo    | Bisons de Buffalo    | 3                   | 3                   |                   |                   |                   |                   |                   |                   |  |  |                   |                   |                   |                   |
|  | Bisons de Buffalo    | Bisons de Buffalo    | 3                   | 3                   | Bisons de Buffalo | Bisons de Buffalo | 1                 | 1                 |                   |                   |  |  |                   |                   |                   |                   |
|  | 27 et 30 mars        |                      |                     |                     | Bisons de Buffalo | Bisons de Buffalo | 1                 | 1                 |                   |                   |  |  |                   |                   |                   |                   |
|  |                      |                      | Bulldogs de Windsor | Bulldogs de Windsor | 2                 | 2                 |                   |                   |                   |                   |  |  |                   |                   |                   |                   |
|  | Bulldogs de Windsor  | Bulldogs de Windsor  | Bulldogs de Windsor | Bulldogs de Windsor | 2                 | 2                 | 4                 | 4                 |                   |                   |  |  |                   |                   |                   |                   |
|  | Bulldogs de Windsor  | Bulldogs de Windsor  |                     |                     |                   |                   |                   | 4                 |                   |                   |  |  |                   |                   |                   |                   |
|  | Tecumsehs de London  | Tecumsehs de London  | 3                   | 3                   |                   |                   |                   |                   |                   |                   |  |  |                   |                   |                   |                   |
|  | Tecumsehs de London  | Tecumsehs de London  | 3                   | 3                   |                   |                   |                   |                   |                   |                   |  |  |                   |                   |                   |                   |
|  |                      |                      |                     |                     |                   |                   |                   |                   |                   |                   |  |  |                   |                   |                   |                   |

### Détail des matchs

#### Quarts de finale

##### Cleveland contre Buffalo
| 26 mars 1936 | Cleveland | 1-0 (0-0, 0-0, 1-0) | Buffalo | Cleveland Arena |

| Feuille de match | Feuille de match            | Feuille de match | Feuille de match | Feuille de match                      |
| ---------------- | --------------------------- | ---------------- | ---------------- | ------------------------------------- |
|                  | Gross (Doraty) — 49 min 9 s | 1-0              |                  | Arbitrage : Mickey Ion Joe DeBernardi |
| Roberts          | Gardiens                    | Wood             |                  | Arbitrage : Mickey Ion Joe DeBernardi |
|                  |                             |                  |                  | Arbitrage : Mickey Ion Joe DeBernardi |
|                  |                             |                  |                  | Arbitrage : Mickey Ion Joe DeBernardi |

| 29 mars 1936 | Buffalo | 3-1 | Cleveland | Peace Bridge Arena |

##### Windsor contre London
| 27 mars 1936 | Windsor | 3-3 (2-1, 0-2, 1-0) | London |  |

| Feuille de match | Feuille de match                                                                                   | Feuille de match        | Feuille de match                                                                                             | Feuille de match                           |
| ---------------- | -------------------------------------------------------------------------------------------------- | ----------------------- | --- | ------------------------------------------ |
|                  | Moffatt (Drouillard) — 2 min 17 s King (Downie) — 3 min 4 s Drouillard (King) — 46 min 50 s (2 SN) | 1-0 2-0 2-1 2-2 2-3 3-3 | Boyd (Lennon) — 15 min 10 s Boyd (Pettinger, Callighen) — 22 min 48 s Boyd (Pettinger, Lennon) — 34 min 41 s | Arbitrage : Johnny Mitchell Mickey McGuire |
| Robertson        | Gardiens                                                                                           | Stuart                  | | Arbitrage : Johnny Mitchell Mickey McGuire |
|                  | |                         | | Arbitrage : Johnny Mitchell Mickey McGuire |
| 36               | Tirs                                                                                               | 31                      | | Arbitrage : Johnny Mitchell Mickey McGuire |

| 30 mars 1936 | London | 0-1 (pr) (0-0, 0-0, 0-0, 0-1) | Windsor | London Arena 3 500 spectateurs |

| Feuille de match | Feuille de match | Feuille de match | Feuille de match               | Feuille de match                         |
| ---------------- | ---------------- | ---------------- | ------------------------------ | ---------------------------------------- |
|                  |                  | 0-1              | Downie (Moffatt) — 70 min 15 s | Arbitrage : Johnny Mitchell Harry Rockey |
| Stuart           | Gardiens         | Robertson        |                                | Arbitrage : Johnny Mitchell Harry Rockey |
|                  |                  |                  |                                | Arbitrage : Johnny Mitchell Harry Rockey |
| 40               | Tirs             | 31               |                                | Arbitrage : Johnny Mitchell Harry Rockey |

#### Demi-finales

##### Détroit contre Syracuse
| 24 mars 1936 | Détroit | 4-2 (1-1, 1-1, 2-0) | Syracuse | Olympia Stadium |

| Feuille de match | Feuille de match | Feuille de match        | Feuille de match                                               | Feuille de match                     |
| ---------------- | --- | ----------------------- | -------------------------------------------------------------- | ------------------------------------ |
|                  | Starr (Giroux) — 12 min 13 s Gallagher (Starr) — 29 min 48 s Williams (Starr) — 44 min 18 s Giroux (Starr) — 59 min 30 s | 1-0 1-1 1-2 2-2 3-2 4-2 | Convey (Markle) — 19 min 23 s Burke (Fitzgerald) — 28 min 31 s | Arbitrage : Mickey Ion Paddy Farrell |
| Broda            | Gardiens | Stein                   |                                                                | Arbitrage : Mickey Ion Paddy Farrell |
|                  | |                         |                                                                | Arbitrage : Mickey Ion Paddy Farrell |
|                  | |                         |                                                                | Arbitrage : Mickey Ion Paddy Farrell |

| 26 mars 1936 | Détroit | 2-1 (1-0, 1-1, 0-0) | Syracuse | Olympia Stadium |

| Feuille de match | Feuille de match                                                   | Feuille de match | Feuille de match               | Feuille de match                        |
| ---------------- | ------------------------------------------------------------------ | ---------------- | ------------------------------ | --------------------------------------- |
|                  | Starr (Forster, Giroux) — 17 min 4 s Starr (Williams) — 24 min 5 s | 1-0 2-0 2-1      | Convey (Hamilton) — 39 min 1 s | Arbitrage : Johnny Mitchell Gordon Hunt |
| Broda            | Gardiens                                                           | Stein            |                                | Arbitrage : Johnny Mitchell Gordon Hunt |
|                  |                                                                    |                  |                                | Arbitrage : Johnny Mitchell Gordon Hunt |
|                  |                                                                    |                  |                                | Arbitrage : Johnny Mitchell Gordon Hunt |

| 29 mars 1936 | Syracuse | 1-2 | Détroit |  |

| Feuille de match | Feuille de match | Feuille de match | Feuille de match | Feuille de match |
| ---------------- | ---------------- | ---------------- | ---------------- | ---------------- |
|                  |                  |                  |                  |                  |
|                  |                  |                  |                  |                  |
|                  |                  |                  |                  |                  |
|                  |                  |                  |                  |                  |

##### Windsor contre Buffalo
| 1er avril 1936 | Windsor | 2-1 | Buffalo |  |

| 2 avril 1936 | Buffalo | 1-0 | Windsor | Peace Bridge Arena |

| 4 avril 1936 | Buffalo | 0-2 (0-2, 0-0, 0-0) | Windsor | Peace Bridge Arena |

| Feuille de match | Feuille de match | Feuille de match | Feuille de match                                              | Feuille de match                       |
| ---------------- | ---------------- | ---------------- | ------------------------------------------------------------- | -------------------------------------- |
|                  |                  | 0-1 0-2          | King (Moffatt) — 6 min 44 s Bretto (Drouillard) — 12 min 13 s | Arbitrage : Mickey Ion Johnny Mitchell |
| Wood             | Gardiens         | Robertson        |                                                               | Arbitrage : Mickey Ion Johnny Mitchell |
|                  |                  |                  |                                                               | Arbitrage : Mickey Ion Johnny Mitchell |
|                  |                  |                  |                                                               | Arbitrage : Mickey Ion Johnny Mitchell |

#### Finale
| 8 avril 1936 | Détroit | 8-1 (2-1, 4-0, 2-0) | Windsor | Olympia Stadium |

| Feuille de match | Feuille de match | Feuille de match                    | Feuille de match                          | Feuille de match                      |
| ---------------- | --- | ----------------------------------- | ----------------------------------------- | ------------------------------------- |
|                  | Liscombe (Hudson) — 11 min 8 s Giroux (Carrigan, Sherf) — 17 min 17 s Gallagher (Starr, Deacon) — 30 min 10 s Roulston (Carrigan) — 30 min 54 s Hergert (Starr) — 34 min 36 s Roulston (Deacon) — 38 min 43 s Hudson — 44 min 25 s Sherf (Giroux, Roulston) — 48 min 30 s | 0-1 1-1 2-1 3-1 4-1 5-1 6-1 7-1 8-1 | Arnott (Drouillard, Webster) — 6 min 36 s | Arbitrage : Mickey Ion Moose Jamieson |
| Broda            | Gardiens | Robertson                           |                                           | Arbitrage : Mickey Ion Moose Jamieson |
|                  | |                                     |                                           | Arbitrage : Mickey Ion Moose Jamieson |
|                  | |                                     |                                           | Arbitrage : Mickey Ion Moose Jamieson |

| 10 avril 1936 | Windsor | 3-4 (pr) (0-0, 2-2, 1-1, 0-1) | Détroit | Border Cities Arena |

| Feuille de match, | Feuille de match,                                                                                   | Feuille de match,           | Feuille de match, | Feuille de match,                     |
| ----------------- | --------------------------------------------------------------------------------------------------- | --------------------------- | --- | ------------------------------------- |
|                   | Moffatt (Downie) — 25 min Drouillard (Downie) — 24 min 53 s Arnott (McKenzie, Downie) — 50 min 34 s | 1-0 2-0 2-1 2-2 3-2 3-3 3-4 | Starr (Deacon) — 24 min 58 s Starr (Liscombe, Deacon) — 26 min 27 s Giroux (Carrigan, Sherf) — 57 min 40 s Giroux (Foster) — 65 min 7 s | Arbitrage : Moose Jamieson Mickey Ion |
| Robertson         | Gardiens                                                                                            | Broda                       | | Arbitrage : Moose Jamieson Mickey Ion |
|                   | |                             | | Arbitrage : Moose Jamieson Mickey Ion |
|                   | |                             | | Arbitrage : Moose Jamieson Mickey Ion |

| 12 avril 1936 | Détroit | 1-0 (0-0, 0-0, 1-0) | Windsor | Olympia Stadium |

| Feuille de match | Feuille de match                       | Feuille de match | Feuille de match | Feuille de match                      |
| ---------------- | -------------------------------------- | ---------------- | ---------------- | ------------------------------------- |
|                  | Starr (Carrigan, Giroux) — 54 min 56 s | 1-0              |                  | Arbitrage : Mickey Ion Moose Jamieson |
| Broda            | Gardiens                               | Robertson        |                  | Arbitrage : Mickey Ion Moose Jamieson |
|                  |                                        |                  |                  | Arbitrage : Mickey Ion Moose Jamieson |
|                  |                                        |                  |                  | Arbitrage : Mickey Ion Moose Jamieson |